# Johannes Heynlin
Johannes Heynlin auch Johannes de Lapide, nach seinem Geburtsort Stein (* um 1430 in Stein bei Pforzheim; † 12. März 1496 in Basel) war ein katholischer Priester und Kartäusermönch. Er wirkte als Theologe und akademischer Lehrer zwischen Scholastik und Humanismus, er war Prediger und Buchdrucker. Außerdem war er Rektor der Pariser Sorbonne und Mitbegründer der Tübinger Universität.

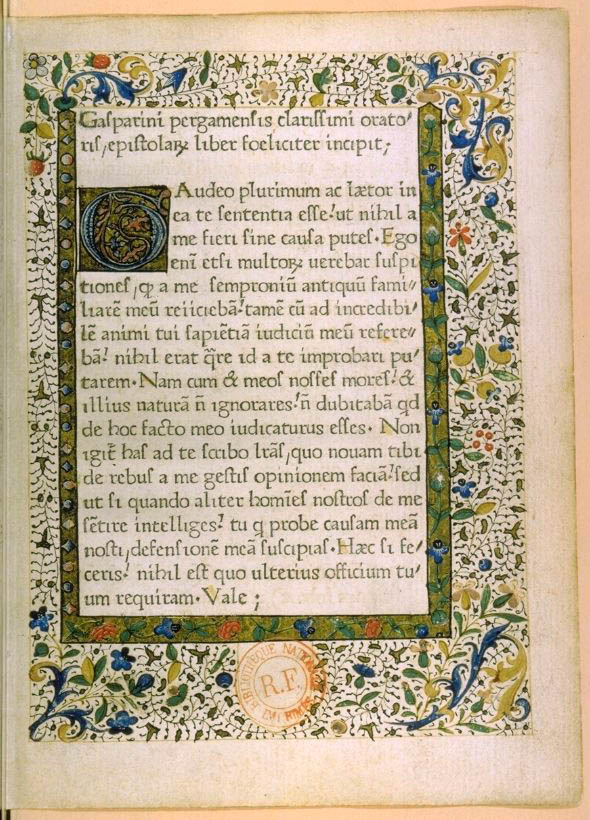
Seite aus den Epistolae („Briefe“) von Gasparinus de Bergamo (Gasparino da Barzizza), 1470; erstes in Frankreich gedrucktes Buch, aus der Pariser Druckerei von Johannes Heynlin.

## Leben
Ab 1446 studierte Heynlin in Erfurt, wechselte jedoch 1448 nach Leipzig, wo er den akademischen Grad eines Bakkalaureus der freien Künste erwarb. Es folgte ein Studium der Theologie, verbunden mit einem Umzug nach Löwen in Belgien. Ab spätestens 1455 lebte er in Paris und wurde 1462 Mitglied der theologischen Körperschaft der Sorbonne – als Nichtfranzose eine besondere Ehre. In Paris schloss sein Schüler Reuchlin sich ihm an und begleitete ihn auch nach Basel. Zwischen 1464 und 1466 lebte Heynlin in Basel und erlernte die Buchdruckerkunst. 1467 wurde Heynlin, erneut in Paris, an der Sorbonne Prior und bereits zwei Jahre später zum Rektor der Pariser Universität gewählt. Im Jahr 1472 erwarb Heynlin als erster Deutscher den Doktorgrad in Paris. Das Jahr 1474 markiert eine bedeutende Wende im Leben Heynlins, da er fortan die Predigerkanzel dem akademischen Lehrstuhl vorzog: Er ging erneut nach Basel und predigte in der Kirche St. Leonhard und später im Basler Münster. Er regte mit seiner humanistischen Bildung Reform und Erneuerung in der katholischen Kirche an, wobei er sich auch gegen die Scholastik wandte. 1477 war Heynlin Mitbegründer der Tübinger Universität, 1478 Stadtpfarrer und Professor in Tübingen, 1479 Rektor, 1480 Stadtpfarrer in Baden-Baden. 1484 Übernahme der Predigerstelle am Basler Münster. 1487 wurde er Mönch im Basler Kartäuserkloster St. Margarethental und starb Jahre später, am 12. März 1496. Seine Bücher und Predigten werden in der Universitätsbibliothek Basel aufbewahrt.
Johannes Heynlin zählte zu den markantesten Gestalten des europäischen Geisteslebens seiner Zeit. 
Er vereinigte in sich eine Fülle verschiedenartiger Gaben und Strebungen, dass er zu den hervorragenden Köpfen der Zeit des Frühhumanismus gezählt werden darf. 
Freundschaftlich verbunden war er mit Geiler von Kaisersberg und Sebastian Brant. Johann Amerbach war sein Schüler.
Zusammen mit Guillaume Fichet betrieb er in Paris von 1470 bis 1473 eine private Druckerei in den Räumen der Sorbonne; die erste Druckerei Frankreichs.

## Werke
- Compendiosus de arte punctandi dialogus, 1470.
- Premonitio circa sermones de conceptione gloriose virginis Marie, 1488.
- Sermones de tempore et de sanctis. Nikolaus Kessler, Basel, 1488. (Digitalisat)
  - Band 1: Pars hiemalis (Digitalisat)
  - Band 2: Pars aestivalis (Digitalisat)
  - Band 3: De Sanctis (Digitalisat)

- Resolutorium dubiorum circa celebrationem missarum occurentium. - Johann Froben, Basel 1492. (Digitalisat)
- Libri artis logice Porphyrii et Aristotelis cum explanatione magistri Johannis de Lapide, 1495.
- Resolutorium dubiorum circa celebrationem missarum occurentium. Christian Snellaert, Delft 1497 (Digitalisat)
- Resolutorium dubiorum / per ... Johannem de Lapide. - Parisius : Johanne Lamberto, MCCCCCXI, II Mensis Junij. Digitalisierte Ausgabe der Universitäts- und Landesbibliothek Düsseldorf